# Acalypha microphylla
Acalypha microphylla é uma espécie de flor do gênero Acalypha, pertencente à família Euphorbiaceae.

## Taxonomia
No passado, um complexo de espécies com pelo menos 3 extremos identificáveis foi estudado sob o nome de A. microphylla. McVaugh (1995) considerou esses extremos como duas espécies distintas, uma das quais (A. microphylla no estrito senso) possui duas variedades reconhecidas: além da variedade-padrão (A. microphylla microphylla), McVaugh descreveu A. microphylla var. interior a partir de espécimes coletados em terras baixas e vales na costa do Pacífico.